# مدرسة تكوين أطر القوات المساعدة
مدرسة تكوين اطر القوات المساعدة تعرف  اختصارا ب EFCFA  تأسست المدرسة بمقتضى المرسوم الوزاري رقم 2-83-327 بتاريخ 18 يناير 1985 تقوم بتقديم التكوين الاساسي لفائد ضباط وضباط صف القوات المساعدة  المؤطرين والمتخصصين
تعمل هذه المدرسة على تكوين هده الأطر وتأهيلها للقيام بالمهام المنوطة بها طبقا لأحكام الظهير الشريف، حيث يتخرج التلاميذ المساعدين بعد قضائهم  فترة تكوينية  مدة سنتين لضباط الصف المؤطرين و 3 سنوات للمتخصصين، وعلى واجهة التكوين المستمر، تؤمن المدرسة تكوينا مهنيا تكميليا لفائدة  ضباط القوات المساعدة المتخرجين على غرار ضباط القوات المسلحة الملكية من الأكاديمية الملكية العسكرية بمكناس بعد 4 سنوات من التكوين الأكاديمي والعسكري.و دورة سلك النقباء ومدتها تسعة أشهر التي تهم المساعدين الممتازين الذين تتوفر فيهم شروط الترقية لرتبة مفتش من الدرجة الثالتة 

## معلومات عن المدرسة
الطاقة  الاستيعابية لمدرسة تكوين أطر القوات المساعدة ببنسليمان فمحددة في ألفي تلميذ  (2000) كما أنها تعتمد على نظام دراسي داخلي تسعى من خلاله إلى توفير المناخ الملائم لمتابعة مختلف مراحل التكوين، وتتوفر المؤسسة على بنية متكاملة تضم مرافق سكنية وقاعات دراسية وقاعة للمعلوميات وقاعة لتدريس اللغات، إضافة لفضاءات ترفيهية، كنادي الضباط وآخر لضباط الصف وفضاء للرياضات

## التكوين
تقوم مدرسة تكوين الأطر بتطبيق برنامج سنوي متكامل لفائدة المفتشين  والتلاميذ المساعدين  ويرتكز على خمس محاور أساسية: 
•المحور القانوني: و يتضمن هذا المحور موادا تعني الحريات العامة وحقوق الإنسان والشرطة الإدارية والقانون الدستوري.
• المحور الإداري: يشمل مادة تدبير الموارد البشرية ومادة تدبير العتاد والمحاسبة والخدمات الاجتماعية.
• المحور المهني: هو محور أساسي يضم مادة المحافظة على النظام والأمن ومادة محاربة الهجرة السرية إضافة إلى مواد التكوين العسكري…..
•محور تقنيات الاعلام والتواصل:  يشمل مادة الاعلاميات وتدريس اللغات.
• محور التكوين البدني:  يضم مختلف مواد التربية البدنية ومواد تتعلق بفنون الحرب.
بالنسبة للمتخصصين  يتم تكوينهم  في مجموعة من التخصصات، منها: الاتصالات السلكية واللاسلكية والميكانيك العام والمحاسبة والخيالة والأسلحة والأعمال الاجتماعية.